# スティーヴン・アッピアー
スティーヴン・リロイ・アッピアー（Stephen Leroy Appia, 1980年12月24日 - ）は、ガーナ・アクラ出身の元同国代表サッカー選手。現役時代のポジションはミッドフィールダー。

## 経歴

### クラブ
1995年の15歳の時に地元のアクラ・ハーツ・オブ・オークでキャリアをスタートさせ、翌年11月にガラタサライSKの下部組織のトライアルを受けるも契約することなく、ハーツ・オブ・オークに戻った。
1997年にセリエAのウディネーゼ・カルチョに移籍。ウディネーゼではFWからMFにコンバートされ、1998年2月11日のACミラン戦でデビューを飾った。1年目は11試合の出場に留まるも大器の片鱗を見せつけ、翌シーズンは21試合に出場機会を増やした。しかし、その次の年に就任したルイジ・デ・カーニオ監督と意見が合わなかったため移籍を模索し、同年夏の移籍市場でパルマFCへ移籍に一旦合意をするもウイルス性肝炎を患い破談となった。その後、病を克服し、2000年夏にパルマへと移籍した。
パルマでの2シーズンは、コッパ・イタリアのタイトルを獲得するもレギュラー奪取とはいかず控えの立場だったため、2002-03シーズンにロベルト・バッジョの在籍するブレシア・カルチョへ貸し出された。すると、恵まれた能力を開花させ31試合7得点を挙げ活躍し、その活躍から同リーグの王者ユヴェントスFCから関心を寄せられ、2003年夏の移籍市場で同クラブに移籍金200万ユーロでレンタル移籍することが決定（2004年に移籍金600万ユーロで完全移籍のオプション付き）。また、同年のガーナ年間最優秀選手賞で8位に選出された。
1年目はマルチェロ・リッピ監督の信頼を得てエドガー・ダーヴィッツからスタメンの座を奪い取ると、アレッシオ・タッキナルディと中盤を形成。シーズン終了まで主力としてプレーし、コッパ・イタリア決勝進出に貢献するなど活躍していたが、翌年にファビオ・カペッロ監督に変わるとエメルソンとマヌエレ・ブラージにコンビを組んでいたタッキナルディと共にポジションを奪われ、僅か18試合の出場に留まった。

#### フェネルバフチェ
2005年7月にトルコの強豪フェネルバフチェSKに移籍金800万ユーロで移籍。翌シーズンは、2007年1月の代表招集中に左膝を負傷しシーズン終盤まで苦しみながらも、ジーコ監督の下で中心選手としてクラブ創立100周年の節目にリーグタイトル獲得に貢献した。同シーズン終了後に新天地を望み、アッピアーの代理人はチームの許可なく交渉に渡った末にドイツのシャルケ04からオファーが届き個人合意するも、フェネルバフチェは契約が残っていると拒否。また、代わりにシャルケのケヴィン・クラニーを要求したことで破談となった。
怪我と契約問題
2006-07シーズンに負傷した靭帯の手術を受け、2007年10月6日のリーグ戦にベンチ入りで復帰するも、12月1日の試合後に怪我が再発。また、1月には血栓が出来たとしてフェネルバフチェ側から外国人枠を空けるため契約の凍結を言い渡されたが、"昨年冬に怪我をした際にクラブの要請により手術を引き伸ばされたのみならず、今度はメディアを通じて登録を凍結しようとしている。"と反論し、"手術後に膝の痛みと呼吸困難に陥ったが、クラブの医療スタッフは喘息と診断した。しかし、喘息の薬を飲み続けても改善しなかったため、独自に別の医師に診断してもらうと、喘息どころか血栓と判明した。"と自身の医療情報をメディアに明かした。
2008年2月1日、アッピアーは一連の酷使を理由に7月1日をもってフリーエージェントの身となることを主張し、給料の支払を要求するも、クラブ側はこれを受けてFIFAに届け出たため、2008年4月に両者はFIFA紛争解決会議所 (DRC) へ向かい、お互いを訴えた。このクラブ側の行動を職務を果たさず契約違反と捉えたアッピアーは、シーズン終了に伴い契約を一方的に終わらせる行動に出ると、2008年夏にはウェストハム・ユナイテッドFCと契約について協議を始めた。しかし、この行動がFIFA移籍規約第17条の規約にあたり、2009年1月9日に正当な理由なく契約違反をしたとして、DRCはアッピアーにフェネルバフチェへ補償金を支払うことを命じた。この決定を受けたアッピアーは5月5日にスポーツ仲裁裁判所 (CAS) へと訴え、2010年6月7日にCASは同チームへ補償金を支払う必要はないとDRCの決定を覆す判決を下した。

#### セリエAに復帰
2009年1月にトッテナム・ホットスパーFCと半年の契約を視野に入れたトライアルに参加するも度重なる膝の負傷を懸念され、最終的にウィガン・アスレティックFCのウィルソン・パラシオスが選ばれたことで契約には至らなかった。また、ロシアの王者FCルビン・カザンのトライアルに参加するも、同様の理由から失敗した。
2009年11月1日にセリエAのボローニャFCと契約が成立し再起をかけるも僅か2試合と思ったほどのプレーが出来ず、2010年8月7日に昇格組のACチェゼーナと1年契約で移籍したが、同シーズン終了後に退団した。

#### その後
2011年12月7日にデイリー・メールは、アッピアーがブラックバーン・ローヴァーズFCのトライアルに合格し、1年契約で加入目前だったが、先月に逝去した父親を埋葬するために故郷ガーナへ帰国したと報じた。
2012年2月2日に懸念されていたメディカルチェックに合格し、セルビアのFKヴォイヴォディナ・ノヴィ・サドにアルマミ・モレイラ, アレクサンダル・カタイと共に加入。3月4日の第16節FKラドニチュキ1923戦に先発としてデビューをし、最終節レッドスター・ベオグラード戦（2-1）で初得点を挙げ、リーグ戦3位でUEFAヨーロッパリーグ 2012-13出場権獲得に貢献した。この活躍からヴォイヴォディナ側は再契約を望むも、チームに残留することはなかった。
2012年11月8日にイランのペルセポリスFCと契約したかに思われたが、それから数日後にマヌエル・ジョゼ監督が獲得を否定し、最終的にメディカルチェックを理由に不合格となった。これに対しアッピアーは、"メディカルチェックで問題はなかった。監督は自身が望む選手を連れてきたいんだろう"と語った。
2015年1月14日、現役引退を表明した。

### 代表
ガーナ代表には1996年の16歳の時から選出され、アテネオリンピックでは主将としてプレー。代表史上初参加となった2006 FIFAワールドカップでは背番号10を背負い全試合にフル出場し、アメリカ戦ではマン・オブ・ザ・マッチに選出されるなど、チームのベスト16進出に貢献した。アフリカネイションズカップ2008は長引く怪我により出場を断念せざるを得ず、代わりに代表チームの特別アドバイザーとして帯同した。
2010 FIFAワールドカップのメンバーにも選出されたが、同大会終了後に代表を引退した。

## 人物
あらゆる所からチャンスを演出し、自身も得点を挙げることから"トルネード"と呼ばれる。血縁者としては3人の息子を持ち、うち2人はユヴェントスFCの下部組織に在籍していた。また、元ガーナ代表のエマニュエル・ハマは従兄弟だが、同じ姓のジェームズ・クウェシ・アッピアーとは血縁関係にない。同じくガーナ代表で中盤を務めるマイケル・エッシェン, ラリア・キングストン, サリー・ムンタリと交友関係を持つ。
自身の名前とステップアップを掛けた"StepApp"という服飾ブランドを立ち上げ、その売上げを貧しい子供を助けるために設立した基金の資金に充てている。

## 代表歴

### 出場大会
- ガーナ代表
  - 2006 FIFAワールドカップ
  - 2010 FIFAワールドカップ

### 試合数
- 国際Aマッチ 67試合 15得点（1995年-2010年）[29]

| ガーナ代表 | 国際Aマッチ | 国際Aマッチ |
| 年         | 出場        | 得点        |
| ---------- | ----------- | ----------- |
| 1995       | 1           | 0           |
| 1996       | 0           | 0           |
| 1997       | 0           | 0           |
| 1998       | 2           | 0           |
| 1999       | 1           | 0           |
| 2000       | 5           | 1           |
| 2001       | 5           | 2           |
| 2002       | 2           | 0           |
| 2003       | 5           | 3           |
| 2004       | 5           | 2           |
| 2005       | 7           | 2           |
| 2006       | 16          | 2           |
| 2007       | 3           | 1           |
| 2008       | 3           | 1           |
| 2009       | 7           | 1           |
| 2010       | 5           | 0           |
| 通算       | 67          | 15          |

## タイトル
クラブ
アクラ・ハーツ・オブ・オーク
- ガーナFAカップ（英語版） : 1996
- ガーナ・プレミアリーグ : 1997

パルマFC
- コッパ・イタリア : 2002

ユヴェントスFC
- スーペルコッパ・イタリアーナ : 2003

フェネルバフチェSK
- スュペル・リグ : 2006-07
- TFFスュペル・クパ（英語版） : 2007

代表
- FIFA U-17ワールドカップ : 1995

個人
- ガーナ年間最優秀選手賞（英語版） : 2004, 2005
- アフリカネイションズカップ ベストイレブン : 2006